# Muhammed Ali Atam
Muhammed Ali Atam (* 21. Mai 1988 in Fatih, Istanbul) ist ein türkischer Fußballspieler.

## Karriere
Muhammed Ali Atam begann mit dem Fußballspielen in der Jugend von IFA Spor und wechselte dann 2002 in die Jugend von Galatasaray Istanbul. 2008 erhielt er von seinem Verein einen Profi-Vertrag, wurde aber sofort an den Viertligisten Erzincanspor ausgeliehen und konnte hier 22 Ligaspiele absolvieren. 2009/10 wechselte er zum Istanbuler Drittligisten Sarıyer SK. Hier tat er sich schwer in die Mannschaft zu kommen und absolvierte lediglich ein Spiel. So wechselte er zur neuen Saison erneut, diesmal zum Viertligisten Anadolu Üsküdar. Bis zur Winterpause absolvierte er neun Spiele und wurde dann bis zum Saisonende an den Erstligisten Sivasspor ausgeliehen. Obwohl er hier lediglich für die zweite Auswahl auflief, wechselte er samt Ablöse zu Sivasspor. Auch in der Saison 2011/12 war er überwiegend für die zweite Auswahl aktiv. Er trainierte aber sporadisch im Profi-Team mit und kam auf einen Süper-Lig-Einsatz. Kurz vor Ende der Sommertransferperiode 2012 wurde er an den Viertligisten Sivas 4 Eylül Belediyespor ausgeliehen.

### Nationalmannschaft
Muhammed Ali Atam spielte dreizehnmal für die türkische U-17. 2005 nahm er mit der türkischen U-17 an der U-17-Fußball-Europameisterschaft 2005 teil und wurde zusammen mit solchen Spielern wie Nuri Şahin und Deniz Yılmaz mit seinem Team U-17 Europameister.

## Titel und Erfolge
U-17-Nationalmannschaft
- Europameister: 2005 in Italien